# 多瑙韋切
多瑙韋切是匈牙利的城鎮，位於該國中部多瑙河畔，由巴奇-基什孔州負責管轄，面積66.77平方公里，2011年人口3,970，其中約四成居民信奉天主教。
46°55′N 18°59′E / 46.917°N 18.983°E